# Wernhard z Marsbachu
Wernhard z Marsbachu († 19./20. ledna 1283) byl sekovským biskupem (1268–1283) a blízkým spolupracovníkem českého krále Přemysla Otakara II.

## Život
Wernhard z Marsbachu se narodil jako syn pasovského leníka. Studoval na Padovské univerzitě. Mezi lety 1242 a 1264 byl pasovským kanovníkem a učitelem kanonického práva. V letech 1267 až 1268 působil jako pasovský kapitulní děkan.
V roce 1268 byl po smrti sekovského biskupa Oldřicha zvolen sekovským biskupem a ve funkci potvrzen svým nadřízeným, salcburským arcibiskupem Vladislavem Slezským. Byl blízkým spolupracovníkem českého krále, štýrského a rakouského vévody Přemysla Otakara II., který sekovskou diecézi vybavil množstvím privilegií a v roce 1269 ji přijal pod svou ochranu.
V roce 1270 se spolu s novým salcburským arcibiskupem Fridrichem z Walchenu podílel na uzavření příměří mezi Přemyslem Otakarem II. a uherským králem Štěpánem V. V mnoha jednáních českého krále byl jmenován arbitrem. Roku 1273 spolu s olomouckým biskupem Brunem ze Schauenburku hájil zájmy českého krále na druhém lyonském koncilu, protože Přemysl odmítal uznat volbu nového římského krále Rudolfa I. Habsburského. V květnu 1275 byl zástupcem Přemysla Otakara na říšském sněmu ve Augsburgu, kde odvážně obhajoval tezi o neplatnosti Rudolfovi volby. Jeho projev vyvolal velké pobouření, v jehož důsledku Rudolf Habsburský Přemysla uvrhl do říšské klatby a zbavil ho všech jeho zemí. Wernhard z Augsburgu musel doslova uprchnout. Téhož roku v Praze Wernhard vedl smírčí soud se svým pokořeným nadřízeným a odpůrcem českého krále salcburským arcibiskupem Fridrichem z Walchenu. Poté, co se Přemyslova vláda v alpských zemích v roce 1276 zhroutila, Wernhard se vydal vůli římského krále Rudolfa Habsburského, který sice odmítl Wernhardovu nabídku, aby působil jako prostředník mezi ním a Přemyslem, ale nakonec sekovského biskupa omilostnil.
V roce 1277 se Wernhard podílel na uzavření spojenecké dohody mezi Rudolfem Habsburským a uherským králem Ladislavem IV. Roku 1282 se zúčastnil říšského sněmu v Augsburgu, kde svědčil při udělení Rakouska a Štýrska v léno Rudolfovi II. a Albrechtovi I. Habsburskému jejich otcem Rudolfem I. Habsburským. Na zpáteční cestě z tohoto sněmu Wernhard 19. nebo 20. ledna 1283 zemřel. Byl pohřben zřejmě v Sekovské bazilice. Jeho hrob se však nezachoval.